# 日高晤郎のスーパーサンデー
『日高晤郎のスーパーサンデー』（ひだかごろうのスーパーサンデー）は、1989年10月1日から1994年12月25日まで札幌テレビ放送（STV）が放送したトーク番組である。毎週日曜日の22時30分 - 23時30分に放送されていた。キャッチフレーズは「今夜も生放送」→「今夜も上機嫌」。

## 概要
当初はニュースやミニドキュメントなどを織り交ぜた情報ワイド番組だったが、のちに毎回一人のゲストを招いてのトーク中心の生番組になった。ラジオでの軽妙かつ辛口なトークを展開する日高晤郎ならではの番組が展開された。
STVホールからの公開放送で、翌週の観覧希望者を電話で募り、応募者多数の場合は抽選により決定する形を採っていた。ただし、STVホール以外での放送になる際には対応が異なっていた。
また、STVラジオの電波が青森県（津軽地方や下北地方など）にも届き、北海道内ほどではないものの、青森県でも日高の知名度が高かったため、途中から同じ日本テレビ系列の青森放送(RAB)まで拡大ネット放送された（1992年4月 - 1993年3月28日）。ネット第1回目ではRAB本社ロビーと中継で結び、そして日高の足跡も紹介された。中継では大友寿郎アナウンサーがリポーターで登場した。

### 局部露出事件と番組の終了
番組スポンサーにサッポロビールがついていたため、日高とゲストのトークの際にはビールが用意され、実際に飲みながらトークが展開された。そのため、吉幾三がゲスト出演した1992年9月20日の放送では、ビールを飲みすぎた吉が泥酔状態となりカメラの前で尻を露出。これに対する視聴者からの苦情がSTVと当時ネットしていたRABに殺到したため、STVは急遽翌週の同番組の放送を休止し、特別番組に切り替えた。
この事件以降は当日に事前収録しての放送に変更された。さらに、一部提供スポンサーが廃業し、撤退するなどの諸事情があったことから、1994年12月25日をもって5年3か月間の放送に幕を下ろした。この時間帯で札幌テレビ制作のローカル番組が放送されるのは、18年4ヶ月後に放送された『ひまの湯』まで途絶えることとなる。

## 出演者
- トークパーソナリティー
  - 日高晤郎[4][5]
- アシスタントアナウンサー
  - 谷口祐子（初回-1991年9月）[4][5]
  - 高山幸代（1991年10月-最終回）
- 情報アナウンサー
  - 河野好信（初回-1991年9月）[4][5]
  - 小町裕之（1991年10月-1992年?月）
- 中継レポーター
  - 橋本登代子[4]

## ゲスト出演者
（順不同）
- 伊吹吾郎（1989年10月1日）
- 高市早苗
- 中村玉緒（1993年11月7日）
- 勝新太郎（1994年2月6日）
- 未唯[注釈 3]
- 増田恵子[注釈 4]
- 仲代達矢
- 山城新伍
- せんだみつお
- 中尾ミエ
- 中条きよし
- 橋幸夫
- 舟木一夫
- 西郷輝彦
- 三田明
- カルーセル麻紀 （1992年6月14日）
- 五木ひろし
- 天童よしみ
- 川中美幸
- 瀬川瑛子
- 坂田利夫（1993年12月5日）
- 渡辺真知子
- 間寛平
- 海老名香葉子
- 泉アキ
- 益田喜頓
- 伊奈かっぺい（最多出演）
- ポール牧
- 石倉三郎
- 北島三郎
- 美川憲一[注釈 5]
- 2代目引田天功
- ダチョウ倶楽部
- おぼん・こぼん
- 近藤正臣
- クロード・チアリ
- コロッケ
- 郷ひろみ
- 高田美和
- 西城秀樹
- B&B
- モト冬樹
- グッチ裕三
- 桜金造
- 市川森一
- ジェームス三木
- 麻丘めぐみ
- 左とん平
- マルシア
- 西川峰子
- 山本譲二
- 小金沢昇司
- ピーター（池畑慎之介）
- 6代目桂文枝（桂三枝時代）
- 今いくよ・くるよ
- 荒井注
- 加藤茶
- 小野ヤスシ
- 桂文珍
- 柄本明
- 坂本冬美
- 井沢八郎
- 田中義剛
- 林家木久扇（林家木久蔵時代）
- 小柳ルミ子＆大澄賢也（夫婦の時代）
- 谷隼人＆松岡きっこ（最終回に登場）
- チェリッシュ
- 団しん也
- 山東昭子
- 布施明
- アローナイツ
- 園佳也子
- 左時枝
- 川谷拓三
- 大場久美子
- 秋川リサ
- 沢田雅美
- 森山周一郎
- 坂上二郎
- 藤村俊二
- 財津一郎
- あいざき進也
- 城みちる
- 南こうせつ
- 小松政夫 （1992年6月21日）
- 生田悦子
- 八代亜紀
- 浜田光夫
- 正司歌江
- 朝丘雪路
- あき竹城
- 高見知佳
- 塩沢とき
- 佐藤蛾次郎
- あべ静江
- ジュディ・オング
- フランキー堺
- 丹波哲郎
- 藤圭子
- 西村晃[6]
- 川地民夫
- 羅勲児（ナフナ）
- 木の実ナナ
- 松尾嘉代
- 林家ぺー＆パー子
- 尾崎紀世彦[7]
- ピンクの電話
- 志茂田景樹 （1993年2月21日）
- 辺見マリ
- 河合奈保子
- 香山美子（1993年11月21日）
- 長門勇（1992年12月13日）
- 吉幾三[8]

## スタッフ
- プロデューサー - 中尾則幸
- ディレクター - 一ノ渡朋典